# بکلی، ایست ساسکس
بکلی، ایست ساسکس (به انگلیسی: Beckley, East Sussex) یک روستا و محله مدنی در بریتانیا است که در رادر واقع شده‌است. بکلی ۲۲٫۸ کیلومتر مربع مساحت و ۱٬۰۳۷ نفر جمعیت دارد.